# 土山
土山，是南京市江宁区的丘陵，又名小东山。面积0.3平方千米，海拔62.1米。清初，“东山秋月”被列为金陵四十八景之一。旧时古迹颇多，但于民国时期破坏贻尽。